# Theritas arene
Theritas arene is een vlinder uit de familie van de Lycaenidae. De wetenschappelijke naam van de soort is voor het eerst geldig gepubliceerd in 1945 door Goodson. De soort komt voor in Peru.